# Élősdi tinóru
Az élősdi tinóru (Pseudoboletus parasiticus) a tinórufélék családjába tartozó, savanyú talajú erdőkben termő, rőt áltrifla egyedeken élősködő, védett gombafaj.

## Megjelenése
Az élősdi tinóru kalapja 2-5 cm átmérőjű, alakja kezdetben félgömbszerű, majd ellaposodik. Felülete finoman nemezes, száraz időben berepedezik. Színe fakósárgás, olívbarnás. Húsa fiatalon kemény, de hamar megpuhul; színe fakósárgás, sérülésre nem változik, esetleg nedves időben enyhén kékülhet. Szaga nem jellegezetes, íze kissé savanykás.
Csöves termőrétege tönkhöz nőtt, a pórusok viszonylag tágak, 1-2 mm-esek, 6 mm mélyek. Színe fiatalaon citromsárgás, majd sárgásbarnára, végül olívbarnára sötétül. Sérülésre, nyomásra nagyon ritkán kékülhet. 
Spórapora olívbarna. Spórája ellipszoid-orsó alakú, sima, mérete 12-18,5 x 3,5-5 µm.
Tönkje 2-6 cm magas és 0,5-1,5 cm vastag. Alakja hengeres, tövénél kissé elvékonyodó, gyakran görbült. Felülete pikkelykésen szálas, néha felszakadozó. Színe sárgás.

### Hasonló fajok
Gombapartnerével együtt könnyen felismerhető. Anélkül a molyhos tinóru (Xerocomus subtomentosus) fiatal példányaival téveszthető össze, amelynek erősebben nemezes a kalapfelülete, tönkje szemcsés, bordás vagy hálózatos, húsa kissé kékülő.

## Elterjedése és termőhelye
Európában, Észak-Afrikában és Észak-Amerikában honos. Magyarországon ritka.
Savanyú talajú lomb- és fenyőerdőkben él, ahol a különböző áltrifla-fajok parazitája (nem zárható ki a szimbiózis sem). Magyarországon a rőt áltriflával (Scleroderma citrinum) együtt fordul elő. Augusztustól októberig terem.
Elvileg ehető, de nincs gasztronómiai jelentősége. Magyarországon 2005 óta védett, természetvédelmi értéke 5000 Ft. 

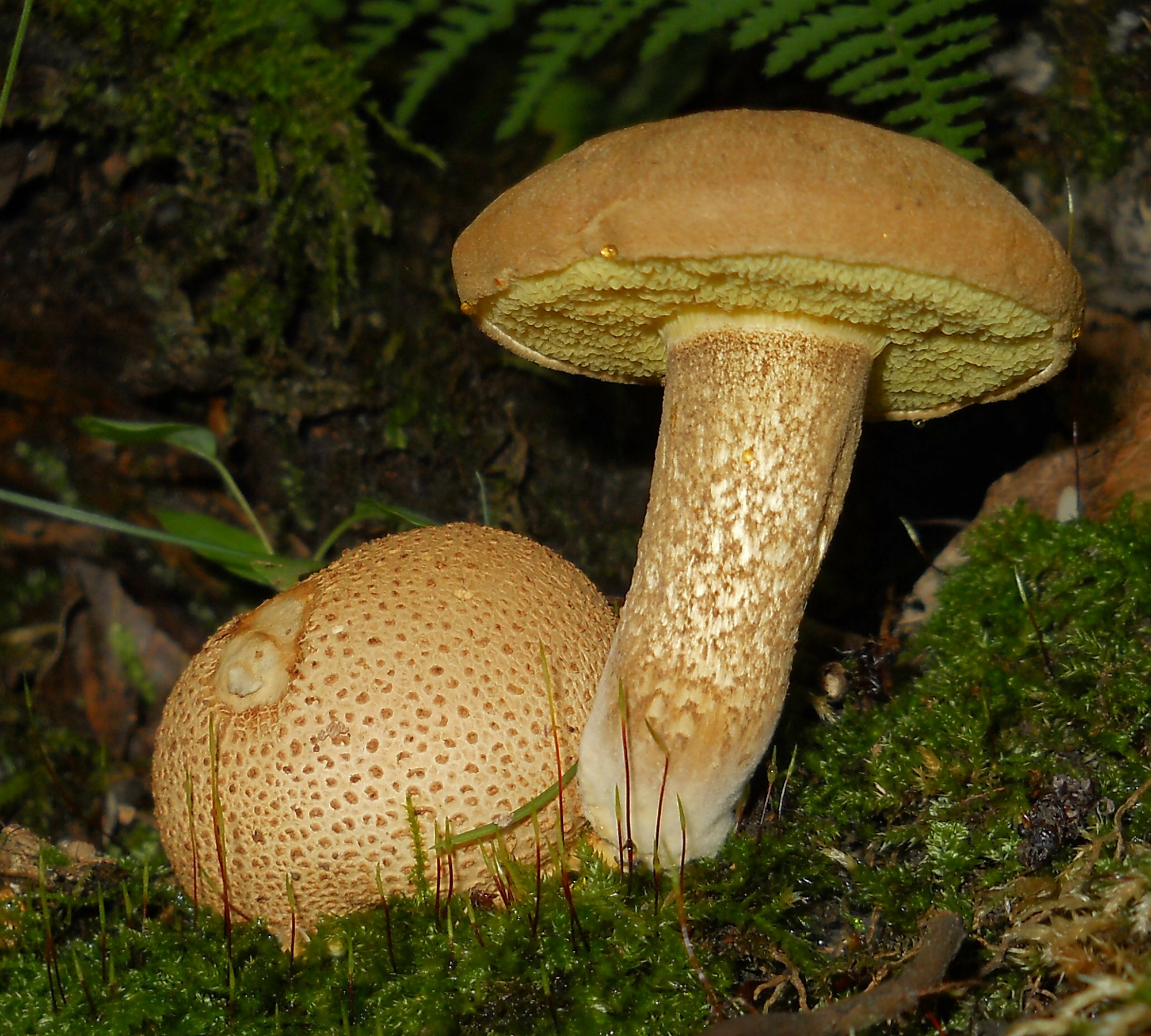
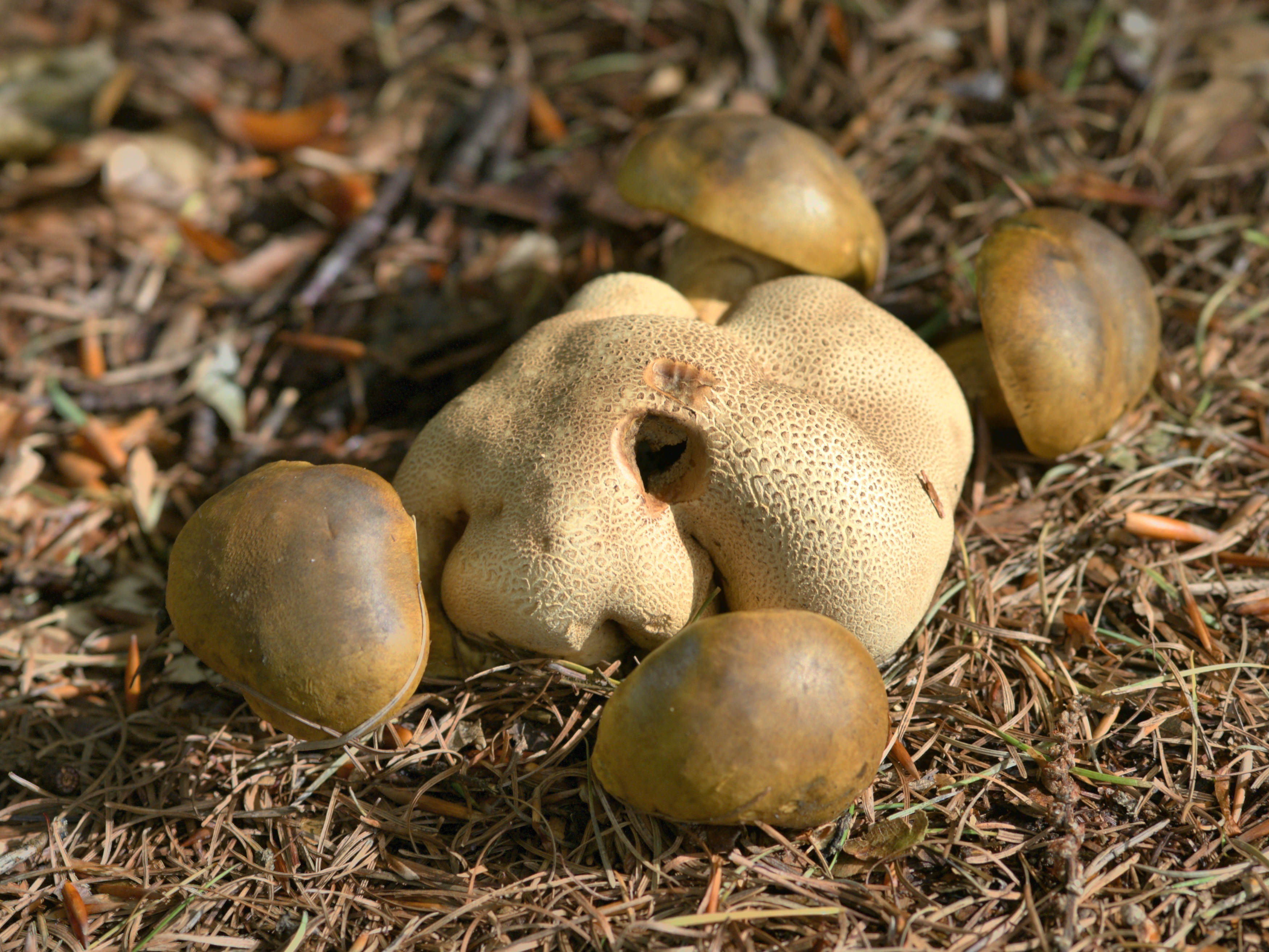
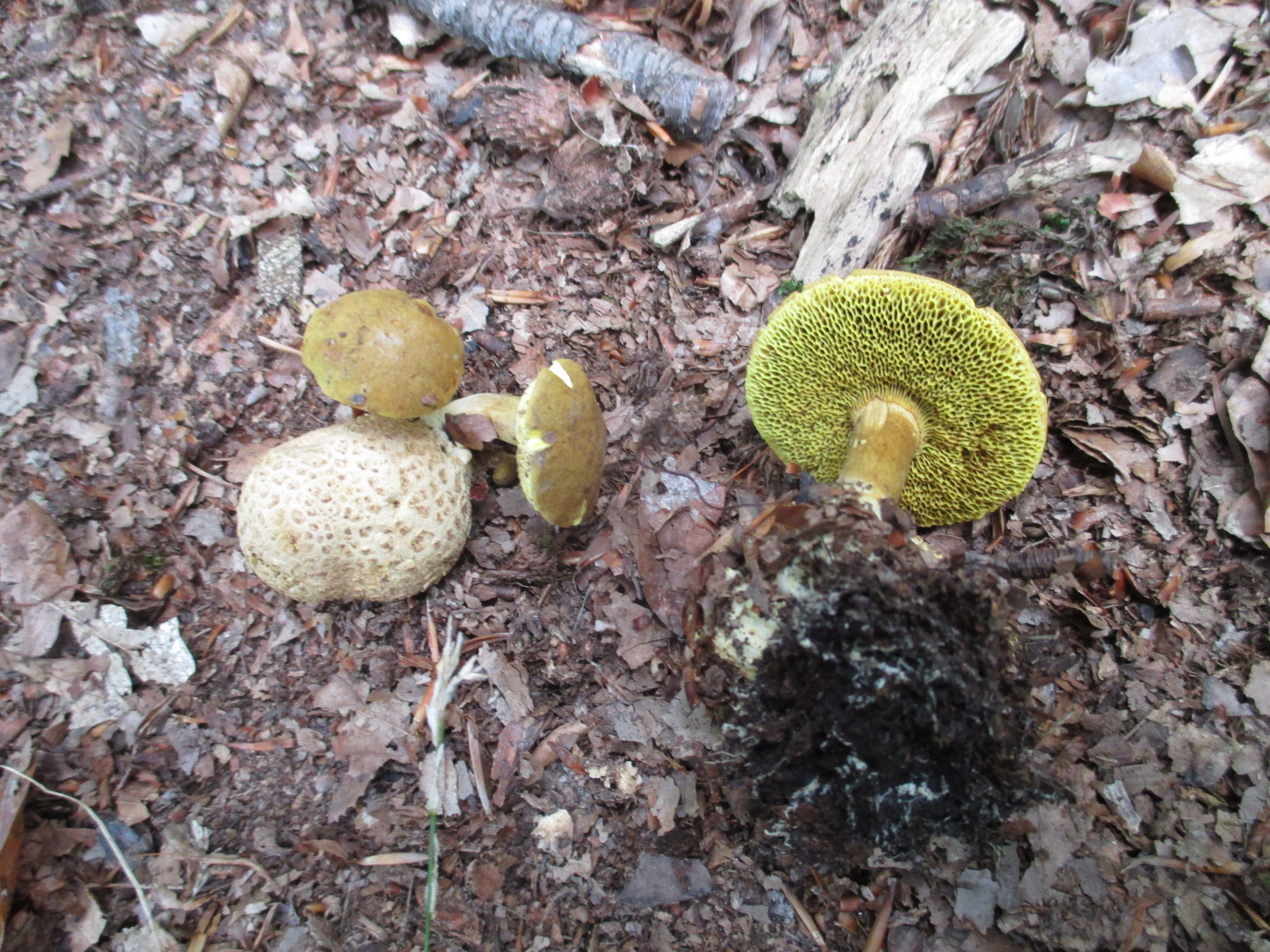
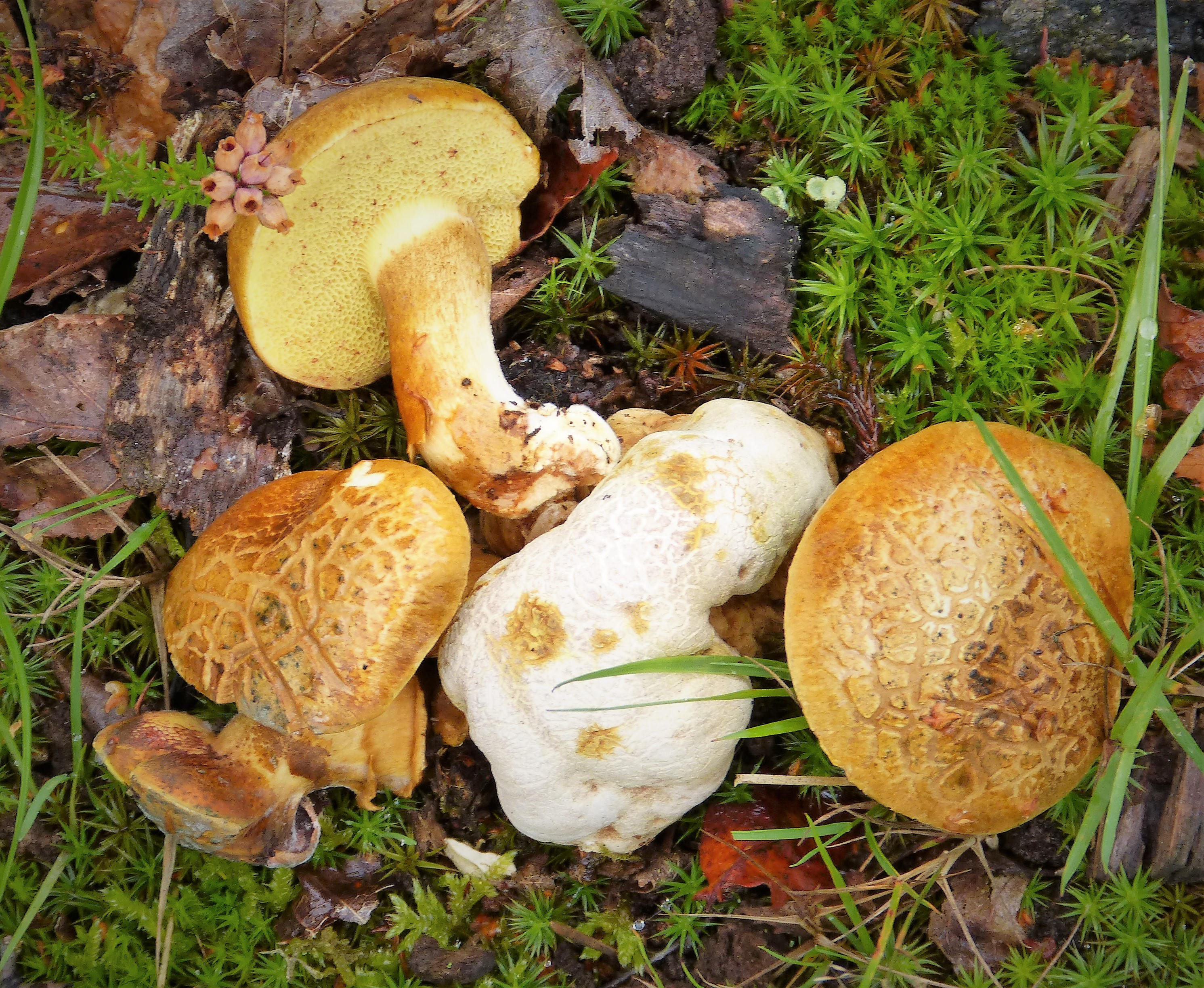
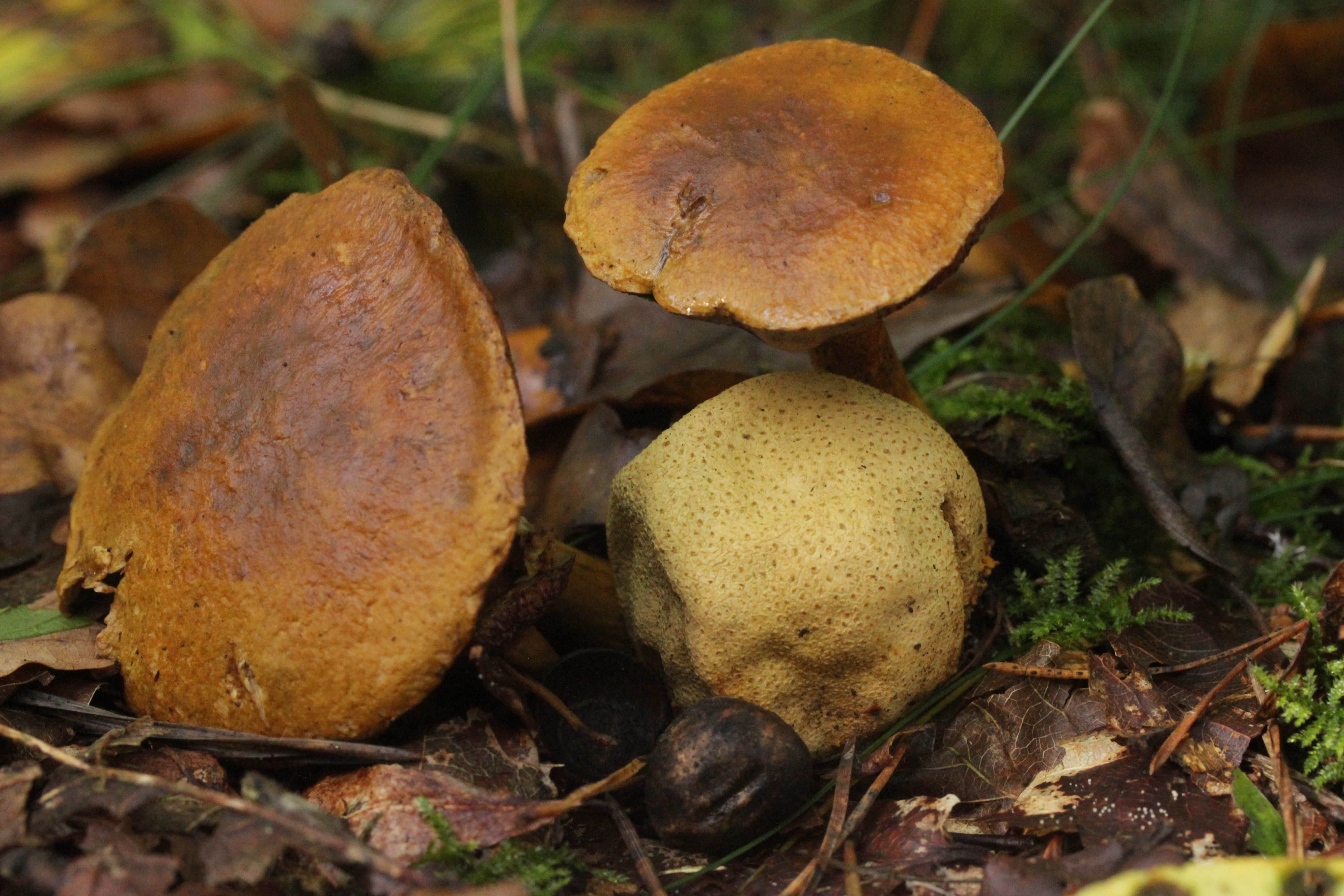